# ۸۱۷ (میلادی)
۸۱۷ (میلادی) هشتصد  و هفدهمین سال تقویم میلادی است.

## درگذشتگان
- ۲۴ ژانویه - استفان چهارم، از پاپ‌های کلیسای کاتولیک روم
- ۲۳ اوت – علی بن موسی الرضا، علی ابن موسی الرضا (علیه آلاف تحیه و الثناء) (ز. ۷۶۵)
- نامشخص - احمد ابن موسی مشهور به شاهچراغ، فرزند ارشد موسی ابن جعفر و برادر علی ابن موسی الرضا